# Eduard Bosch i Bellver
Eduard Bosch i Bellver (Barcelona, 3 de setembre de 1921 - 14 de gener del 2004), fou un sacerdot català.
Tot just acabada la Guerra Civil espanyola va entrar al Seminari Conciliar de Barcelona, d'on en va sortir ordenat sacerdot el 21 de desembre de 1946. Posteriorment es va llicenciar, primer, en Teologia a Salamanca; i després en Sagrada Escriptura l'any 1950 al Pontifici Institut Bíblic de Roma. Quan va tornar de Roma, donà classes de religió a la Universitat de Barcelona, i també de Sagrada Escriptura a l'Institut Teològic Mater Immaculata. En aquells anys col·laborà també en diverses iniciatives editorials, com ara amb una Bíblia publicada per l'editorial Montaner i Simón, o redactant diverses entrades de la Gran Enciclopèdia Larousse.
L'any 1964 es va incorporar com a professor d'Antic Testament al Seminari Conciliar de Barcelona; tasca que continuà, partir de 1967, a la Facultat de Teologia de Catalunya. Fou rector de la parròquia de la Puríssima Concepció de Barcelona entre 1988 i 1998.